# Franco Forini
 Franco Forini  va ser un pilot de curses automobilístiques suís que va arribar a disputar curses de Fórmula 1.
Va néixer el 22 de setembre del 1958 a Muralto, Ticino, Suïssa.

## A la F1
Franco Forini va debutar a l'onzena cursa de la temporada 1987 (la 38a temporada de la història) del campionat del món de la Fórmula 1, disputant el 6 de setembre del 1987 el G.P. d'Itàlia al circuit de Monza.
Va participar en un total de tres curses puntuables pel campionat de la F1, disputades totes a la temporada 1987, no aconseguint finalitzar cap cursa i no assolí cap punt pel campionat del món de pilots.

## Resultats a la Fórmula 1
| Any  | Equip                | Xassís | Motor      | 1   | 2   | 3   | 4   | 5     | 6   | 7   | 8   | 9   | 10  | 11      | 12      | 13      | 14  | 15  | 16  | Posició | Punts |
| ---- | -------------------- | ------ | ---------- | --- | --- | --- | --- | ----- | --- | --- | --- | --- | --- | ------- | ------- | ------- | --- | --- | --- | ------- | ----- |
| 1987 | Osella Squadra Corse | Osella | Alfa Romeo | BRA | SMR | BEL | MON | E.USA | FRA | GBR | ALE | HUN | AUT | ITA Ret | POR Ret | ESP NVQ | MEX | JPN | AUS | -       | 0     |

### Resum
| Curses: | Victòries: | Pòdiums: | Poles: | Voltes ràpides: | Punts: |
| ------- | ---------- | -------- | ------ | --------------- | ------ |
| 3 (2)   | 0          | 0        | 0      | 0               | 0      |